# Eyes on Tomorrow
Eyes on Tomorrow è un album della cantante sudafricana Miriam Makeba.

## Tracce
1. I Still Long For You 4:43
2. Eyes on Tomorrow 4:05
3. Don't Break My Heart (Paolo Conte), 4:35
4. Thina Sizonqoba 4:16
5. We Speak Peace 5:08
6. Thulasizwe/I Shall Be Released 3:46
7. Vukani 5:06
8. Birds 3:11
9. Live the Future 5:28